# Hunter Rodrigues
Hunter Rodrigues (...) è un giocatore di football americano statunitense che milita nel ruolo di quarterback nei Tyresö Royal Crowns.